# Deutsch-Skandinavische Bank
Die Deutsch-Skandinavische Bank AG war eine Auslandsbank in Deutschland, die 1976 als Joint Venture zwischen der schwedischen Skandinaviska Enskilda Banken AB und Bayerischen Landesbank gegründet wurde.
Der Schwerpunkt der Aktivitäten lag auf dem Unternehmenskundengeschäft, vorwiegend mit skandinavischen Unternehmen mit und ohne Tochtergesellschaften in Deutschland sowie deutschen und internationalen Unternehmen mit skandinavischen Geschäftsbeziehungen. Nach der vollständigen Übernahme aller Unternehmensanteile durch die Skandinaviska Enskilda Banken AB wurde die Bank in „SE Banken AG“, später in „Skandinaviska Enskilda Banken AG“ umfirmiert. Zum Jahreswechsel 2000/2001 wurde die Skandinaviska Enskilda Banken AG Tochtergesellschaft der damaligen BfG Bank AG. Mit der Verschmelzung auf die SEB AG am 1. November 2001 endet die Selbständigkeit des Unternehmens.